# Macrodorcas fulvonotata
Macrodorcas fulvonotata es una especie de coleóptero de la familia Lucanidae.

## Distribución geográfica
Habita en Nepal, Bután  y en Darjeeling y Uttar Pradesh en la India.